# Bílý potok (pravý přítok Svratky)
Bílý potok, na dolním toku někdy zvaný též Bítýška, je moravská říčka tekoucí okresy Žďár nad Sázavou a Brno-venkov, pravý přítok Svratky. Je 33,9 km dlouhá, povodí má rozlohu 114,0 km².

## Průběh toku
Potok pramení 2 km severně od Skřinářova v nadmořské výšce 605 m, protéká rybníky v oblasti Vlkova a Osové a na území obce Křoví se slévá s potokem Bítýška, který je v tom místě podobně dlouhý i vodnatý. Od soutoku je tok většinou dále nazýván „Bílý potok“, někdy se ale používá i jméno „Bítýška“, jako např. na mapách z let 1967 a 1977. O jeho historickém výskytu by svědčil i název města „Veverská Bítýška“ níže na toku.
Od soutoku teče Bílý potok v hlubokém zalesněném údolí, které je od Spáleného mlýna mezi Přibyslavicemi a Svatoslaví přes osadu Šmelcovna až do Veverské Bítýšky vyhlášeno přírodním parkem Údolí Bílého potoka. Ve Veverské Bítýšce ústí zprava do Svratky v nadmořské výšce 235 m.

### Obce na toku
Skřinářov, Vlkov, Křoví, Javůrek (Šmelcovna), Veverská Bítýška

## Vodní režim
Průměrný průtok Bílého potoka u ústí činí 0,29 m³/s.

## Využití
Celé údolí Bílého potoka je oblíbeným místem rekreace. Údolím vede cyklostezka, která navazuje na přilehlou Brněnskou přehradu, přírodní park Podkomorské lesy a Moravskoknínickou mufloní oboru, brněnské příměstské rekreační oblasti.

### Mlýny
- Jarošův mlýn – Veverská Bítýška, okres Brno-venkov